# Mark Penney
Pour les articles homonymes, voir Penney.
Mark Penney (né le 24 juin 1982 dans la ville de Toronto, Ontario) est un réalisateur de film canadien. Mark Penney est le directeur du film La Bonne Façon (The Right Way) de 2004. Ce film est présenté lors de plusieurs festivals de films mondial, dont le 61e festival de film à Venice. Il commença sa carrière dans la télévision chrétienne à l’âge de 16 ans et dirigea plusieurs courts métrages ainsi que des programmes de télévision.
Mark Penney a fait ses études au Seneca College et à l'Université York.

## Filmographie
- 2002 : Exodus (court-métrage)
- 2003 : An-Nehr (court-métrage)
- 2004 : The Right Way
- 2007 : Life
- 2013 : Le Beau Risque
- 2015 : Calla Lily
- 2017 : Joan
- 2019 : Decline
- 2020 : Death
- 2021 : Dark Winter
- 2022 : Doctor Faustus
- 2023 : Floaters (court-métrage)
- 2023 : Fred Rooster
- 2023 : No (court-métrage)
- 2023 : Censored
- 2024 : Symphony Of The Eyes
- 2025 : Plymouth